# TT206
TT206 (Theban Tomb 206) è la sigla che identifica una delle Tombe dei Nobili ubicate nell'area della cosiddetta Necropoli Tebana, sulla sponda occidentale del Nilo dinanzi alla città di Luxor, in Egitto. Destinata a sepolture di nobili e funzionari connessi alle case regnanti, specie del Nuovo Regno, l'area venne sfruttata, come necropoli, fin dall'Antico Regno e, successivamente, sino al periodo Saitico (con la XXVI dinastia) e Tolemaico.

## Titolare
TT206 era la tomba di:
| Titolare              | Titolo                        | Necropoli | Dinastia/Periodo | Note                                                     |
| --------------------- | ----------------------------- | --------- | ---------------- | -------------------------------------------------------- |
| Ipuemheb (o Anpemhab) | Scriba del Luogo della Verità | El-Khokha | XIX-XX dinastia  | versante est vicino alla sommità; in alto, sopra la TT48 |

## Biografia
Nessuna notizia biografica è ricavabile.

## La tomba
TT206, molto danneggiata, si presenta planimetricamente con la forma a "T" rovesciata tipica delle sepolture del periodo; Un corridoio, sulle cui pareti è rappresentato il defunto in adorazione, immette nella sala trasversale; sulle pareti un re (non identificabile) sotto un padiglione; il sole dell'orizzonte adorato dal defunto seguito dal ba. Nella sala longitudinale, non ultimata, Osiride, Isidee Nephtys, il defunto in adorazione di Anubi come sciacallo e Hathor.

### Annotazioni
1. ↑  La numerazione dei locali e delle pareti segue quella di Porter e Moss 1927, p. 292.
2. ↑  La prima numerazione delle tombe, dalla numero 1 alla 253, risale al 1913 con l'edizione del "Topographical Catalogue of the Private Tombs of Thebes" di Alan Gardiner e Arthur Weigall. Le tombe erano numerate in ordine di scoperta e non geografico; ugualmente in ordine cronologico di scoperta sono le tombe dalla 253 in poi.
3. ↑  I campi della Duat, ovvero l'aldilà egizio, si trovavano, secondo le credenze, proprio sulla riva occidentale del grande fiume.
4. ↑  Nella sua epoca di utilizzo, l'area era nota come "Quella di fronte al suo Signore" (con riferimento alla riva orientale, dove si trovavano le strutture dei Palazzi di residenza dei re e i templi dei principali dei) o, più semplicemente, "Occidente di Tebe".
5. ↑  le Tombe dei Nobili, benché raggruppate in un'unica area, sono di fatto distribuite su più necropoli distinte.
6. ↑  Le note, sovente di inquadramento topografico della tomba, sono tratte dal "Topographical Catalogue" di Gardiner e Weigall, ed. 1913 e fanno perciò riferimento alla situazione dell'epoca.

### Fonti
1. ↑  Gardiner e Weigall 1913.
2. ↑  Donadoni 1999,  p. 115.
3. 1 2  Gardiner e Weigall 1913, p. 34.
4. ↑  Gardiner e Weigall 1913, pp. 34-35.
5. ↑  Gardiner e Weigall 1913, p. 35.
6. 1 2  Porter e Moss 1927,  p. 305, confermata in edizione del 1970.